# عدسة قياسية

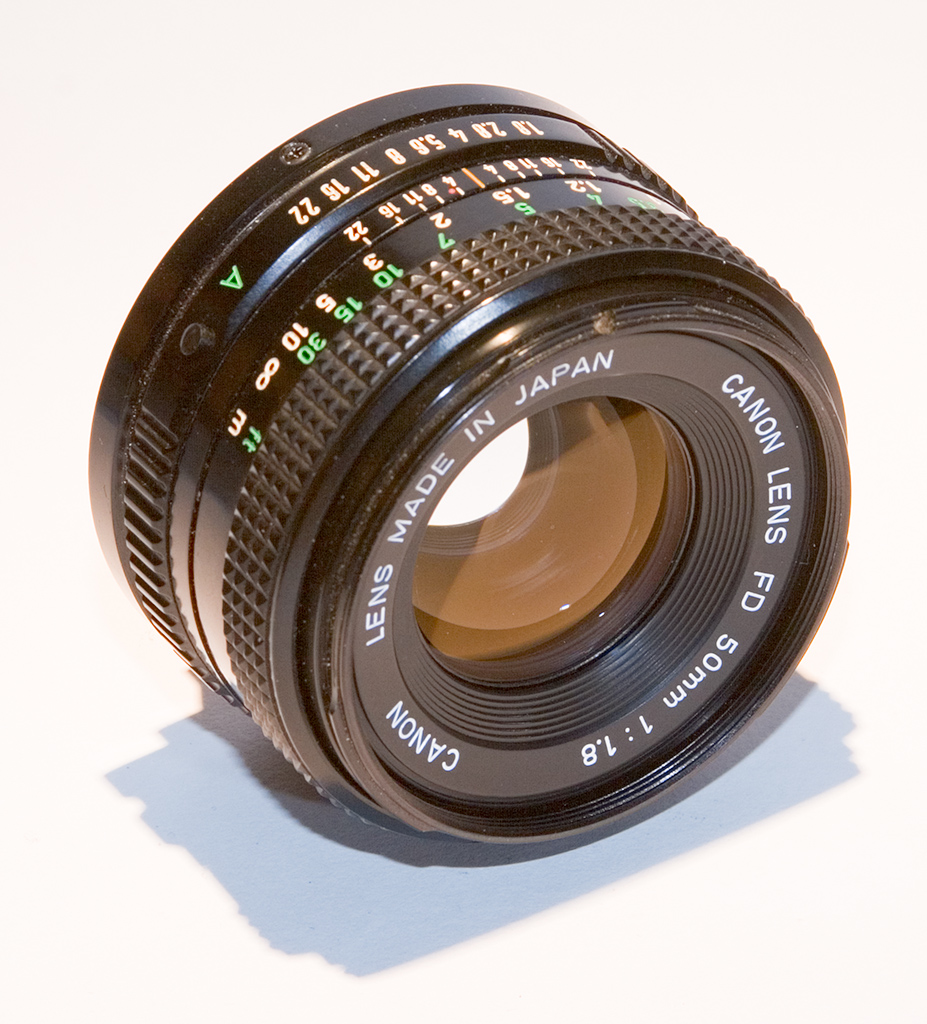
عدسة تصوير قياسية لكاميرا عاكسة مفردة العدسة.

العدسة القياسية (أو العدسة العادية) في مجال التصوير الضوئي والتصوير السينمائي هي عدسة تعطي منظوراً من زاوية الرؤية مقارب بشكل كبير لما يبدو طبيعياً لعين الناظر. أي أن العدسة العادية في مجال التصوير تحاكي عين الإنسان، ويبلغ البعد البؤري لعين الإنسان وسطياً مقدار 17 مم. عادة ما تكون العدسة القياسية من قياس 50 مم وهي ثابتة البعد البؤري أي لايوجد بها تقرييب - زووم- سُميت بالقياسية لأنها تعادل درجة عدم تشويه المنظور التي تراها عين الإنسان كما أن نسبة التجسيم تعتبر الأقرب إلى عين الإنسان (ولمزيد من الدقة نقول أن هذا الكلام ينطبق على نظام كاميرات فيلم 35مم أو full frame sensor فقط).
وليس لانها تغطي نفس الزاوية التي تغطيها عين الإنسان. فعين الإنسان هي عدسة ذات بعد بؤرى قصير (عدسة واسعة) لتسمح برؤية كبيرة للمشهد (حتى بدون اعتبار العينين معا) إلا أن العين لا تسبب لتشويه كالذي يحدث في العدسة الواسعة بسبب تقعر الشبكية (التي تمثل الفيلم هنا)تتوفر هذه العدسة عادة بأسعار معقولة وبفتحة عدسة واسعة.
عدسة 50 مم هي العدسة القياسية، والتي تأتي مع معظم الكاميرات كعدسة أساسية (في الآونة الأخيرة أخذت تحل محلها عدسات الزووم الرخيصة مثل 35-80 أو حتى 35-120مم).
العدسة ليست بالطويلة أو القصيرة وهي تحتل مرتبة وسطية بين النوعين، وتصلح للكثير من مجالات التصوير. فالعدسة القياسية ملائمة جداً لتعلم التصوير حيث يمكن من خلالها التقاط الصور الوجهية (البورتريه) والمناظر الطبيعية وفي كلتا الحالتين نحصل على نتائج مقبولة. والعدسة القياسية تسمح بالاقتراب من الموضوع إلى حد كبير دون أن يتصاحب ذلك مع نشويه يذكر على الأبعاد.